# Palacio de Arriluce
El Palacio Arriluce es un palacio que se encuentra emplazado sobre el promontorio de Arriluce, en la calle Atxekolandeta, del elitista barrio de Neguri, municipio de Guecho, cercano a la ciudad de Bilbao.
La obra fue diseñada en 1912 por el arquitecto José Luis Oriol para su cuñado el I Marqués de Arriluce de Ybarra, Fernando María de Ybarra y de la Revilla.
Las grandes villas residenciales de Getxo fueron calificadas en 2001 como Bien Cultural, con la categoría de Conjunto Monumental. 
Su posición topográfica, y su aspecto medieval y grandilocuente le confieren un aspecto muy teatral. Las vistas de este palacio están orientadas hacia la Bahía del Abra, donde desemboca la ría de Bilbao y su emplazamiento, tamaño, riqueza, calidad arquitectónica y ambiental, lo convierten en uno de los edificios más conocidos y representativos de la arquitectura vizcaína del primer tercio del siglo XX.
Desde octubre de 2023 es un hotel de 5 estrellas.

## Entorno
Se ubica en el promontorio de Arriluce, donde se concentran un conjunto de casas de principios de siglo, pertenecientes en su origen a la alta burguesía, las cuales han sido reformadas desde aquellos años, en mayor o menor medida. Así, en este mismo promontorio, destacan el Palacio Lezama Leguizamón, obra del arquitecto José María de Basterra; el Palacio Ampuero, diseñado en 1928 por el arquitecto Manuel María Smith, a petición del empresario y político José Joaquín Ampuero del Río y su familia; o el Palacio Mudela.
Junto al promontorio de Arriluce, se encuentra la Avenida Zugazarte en la que destacan palacios y palacetes como el Palacio Eguzkialde, también denominada popularmente como la "Casa de la Alcaldesa", el Palacio San Joseren, el Palacio Kai-Alde, el Itxas Begi, o el Palacio del Marqués de Olaso. 
En esta zona nos encontramos con todo una riquísima variedad de estilos arquitectónicos, que van desde el neo-vasco hasta el regionalismo neo-montañés, pasando por el neo-medievalismo. La característica más común de todas ellas está en la singularidad que prevalece sobre cualquier otro valor, además de unos jardines bien cuidados sobre los escarpes que completan este conjunto de relieve paisajístico.

## Origen
El palacio plasma en un edificio todo el potencial y opulencia de una de las más notables familias de la alta burguesía vizcaína, directamente relacionada con el auge industrial y financiero de la zona a principios del siglo XX.Entre otras, esta familia estuvo vinculada primero con Altos Hornos de Bilbao y posteriormente, al fusionarse esta con la Sociedad Anónima de Metalurgia y Construcciones La Vizcaya, con Altos Hornos de Vizcaya. También vinculada a la Liga Vizcaína de Productores (LVP) o a las Hidroeléctrica Ibérica e Hidroeléctrica Española.
Asimismo fue partícipe en la fundación del semanario Luz y taquígrafos y, sobre todo, en la fundación de El Pueblo Vasco en 1910, de tendencia católica y dinástica que perdura hasta nuestros días. 

## Actualidad
Tras un complejo proceso de rehabilitación, en octubre de 2023, el edificio fue inaugurado como hotel de 5 estrellas Gran lujo. 
El hotel cuenta con 49 habitaciones, un spa, gimnasio, un campo de croquet, zona wellness y un restaurante.